# Garching bei München
Garching bei München (eller: Garching b. München) er en by i den nordlige del af Landkreis München (Oberbayern), i den tyske delstat Bayern.

## Geografi
Den grænser mod syd til byen München, mod nord til kommunen Eching i Landkreis Freising, mod vest til Oberschleißheim og mod øst, langs floden Isar til Ismaning. Garching er med sine universiteter og fagskoler et internationalt kendt forskningscenter.

### Inddeling
Byen Garching bei München består af fire dele:
1. Byen Garching bei München
2. Dirnismaning (syd for Garching, ca. 150 indbyggere)
3. Hochbrück (vest for Garching, ca. 2200 indbyggere, industriområde)
4. Højere læreanstalter og forskningscenter (nordøst for Garching)

### Natur
Nogle få kilometer nordvest for Garching ligger Garchinger See der er et rekreativt område med bademuligheder, grillplads og forskellige sportsanlæg.
I en ring omkring det bebyggede område ligger udstrakte skov og hedeområder (Isarauen, Fröttmaninger Heide, Mallertshofer Holz , Garchinger Heide, Echinger Lohe).
Ved den østlige bygrænse ligger „Mühlenpark“, ved en tidligere vandmølle, hvor der er et serveringssted, udstrakte offentlige frugthaver og naturundervisningsstier langs Isars flodsving.